# خانه سید کاظم اعرابی
خانه سید کاظم اعرابی مربوط به دوره صفوی است و در اصفهان، خیابان ولی عصر، کوچه سلطان سنجر واقع شده و این اثر در تاریخ ۵ دی ۱۳۷۵ با شمارهٔ ثبت ۱۸۱۸ به‌عنوان یکی از آثار ملی ایران به ثبت رسیده‌است.
اصفهان خیابان ولیعصر کوچه شماره ۱۸
هر ساله در دهه آخر ماه صفر از ساعت ۱۶ مراسم روضه خوانی با شکوهی که دارای حدود ۴ قرن سابقه می‌باشد برقرار است